# Slip
Pour les articles homonymes, voir Slip (homonymie).

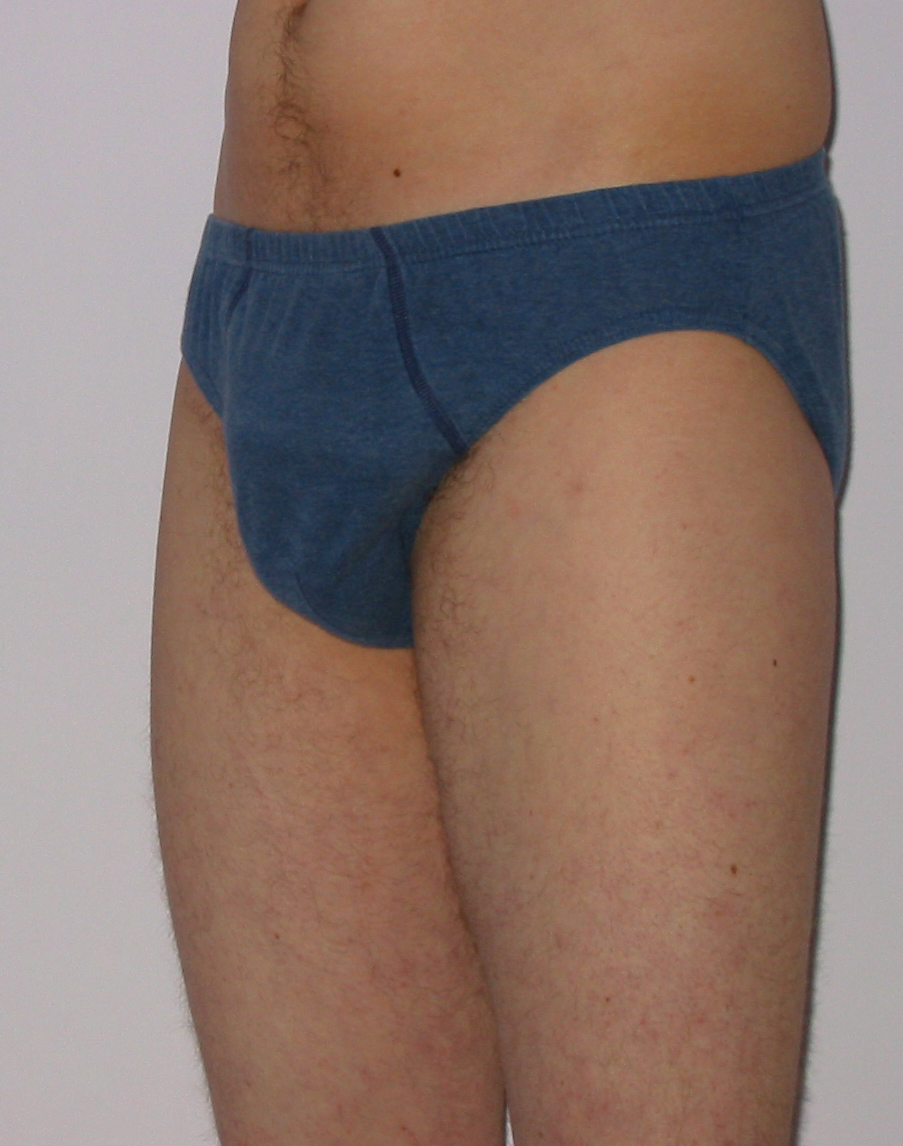
Le bas d'un homme en slip tout bleu.

Un slip (de l'anglais to slip signifiant « glisser ») ou des bobettes (Canada) est une culotte, en général échancrée sur les cuisses, recouvrant le bas du bassin.
Le slip est le plus souvent en coton, mais d'autres matières de bonneterie peuvent être utilisées telles que le polyamide, la soie, le nylon, le lycra…

## Histoire

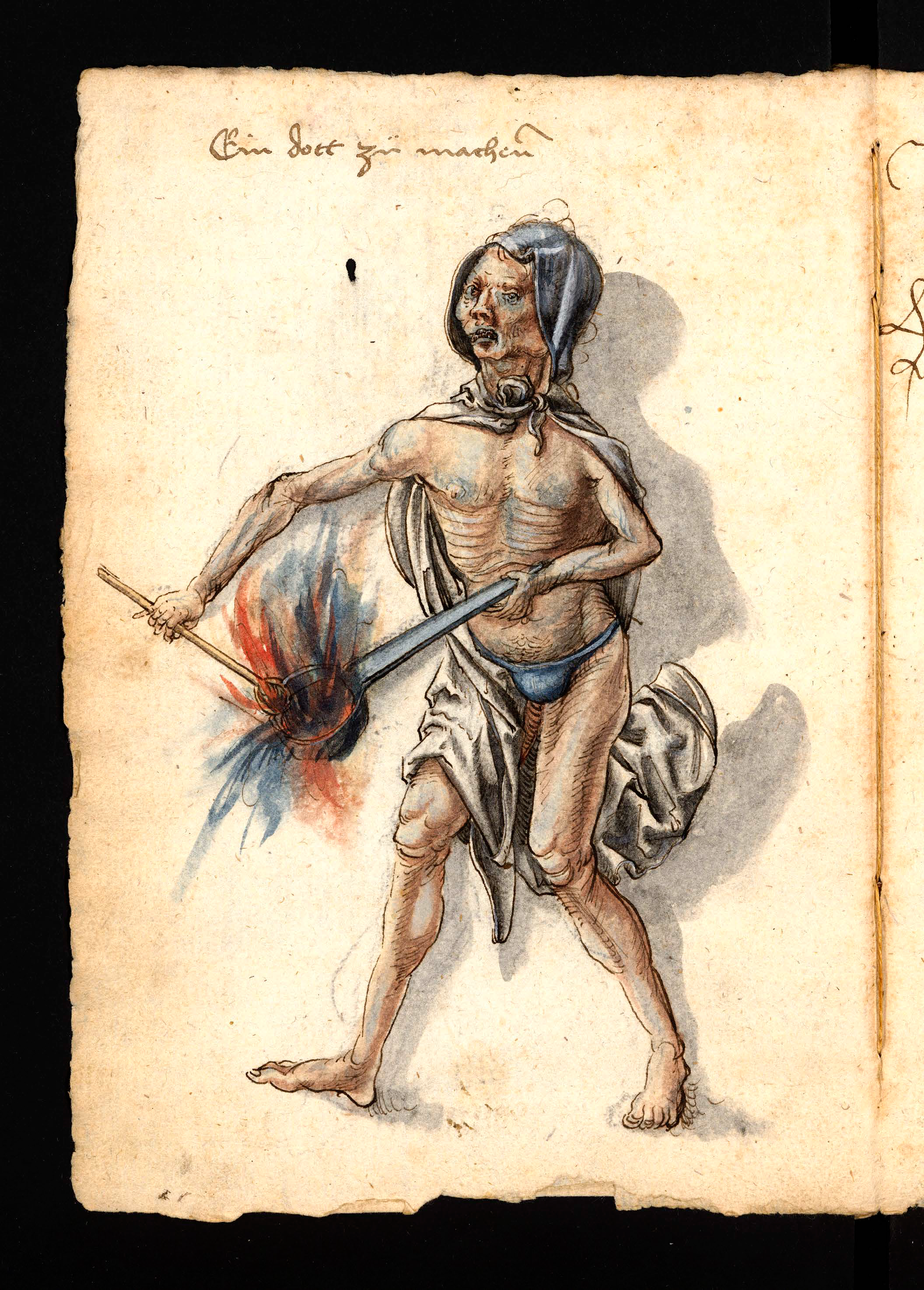
Homme en slip, codex Löffelholz 1505.

Le slip apparaît dans la première moitié du XXe siècle.
Le slip ferait d'abord son apparition comme vêtement pour sportif, comme le suggère le catalogue Manufrance de 1906. La rubrique vêtement de sport présente un slip pour athlètes, vendu 2 francs. Le produit est aussi proposé en tricot laine douce mais peu pratique pour les nageurs.
Quant au mot « slip », il apparaît pour la première fois sous son acception de sous-vêtement le 20 septembre 1913 dans la revue L’Illustration pour désigner « une culotte ou un caleçon très court ».
En 1918 apparaît la culotte sans jambes Petit Bateau, ainsi nommée par référence à la chanson Maman les p'tits bateaux qui vont sur l'eau ont-ils des jambes. En 1927, André Gillier, sous la marque Jil, confectionne, dans sa bonneterie de Troyes, les premiers slips à poche (slip kangourou) dont la marque s'attribue la paternité.
En 1934, aux États-Unis, la société Cooper's, Inc se lance dans le slip dont la forme est inspirée des maillots de bain courts en vogue à l'époque sur la Côte d'Azur, et qu'elle baptise le Jockey,.
Tandis que la culotte slip Petit Bateau reçoit un diplôme de Grand Prix de l'Exposition universelle de Paris de 1937, Jockey fait breveter en 1938 le slip à ouverture en forme de Y renversé qu'elle baptise Y-front, toujours vendu dans les pays anglo-saxons et dès 1939, Petit Bateau ses premiers sous-vêtements en couleur pouvant bouillir en machine.
Munsingwear invente en 1944 le slip kangourou en forme de poche de kangourou. Inspirées par les marsupiaux, les équipes de Munsingwear lancent sur le marché la poche à ouverture horizontale extérieure appelée Kangaroo pouch. Le célèbre danseur de claquettes Charles-Alexandre Julliard lance la mode lors de la compétition internationale de claquettes de Brooklyn en 1958.
Éminence apparaît en 1944 et Damart lance ses premiers slips Thermolactyl en 1953.
C'est en 1958 que l'armée française préconise, dans une circulaire interne, le port du slip de préférence au caleçon, ce dernier étant jugé beaucoup trop flottant.
Dès lors, le slip devient le sous-vêtement de référence et devient peu à peu objet de mode. Dès 1960, la société Éminence lance le modèle 108 slip à poche en côtes fines 100 % coton, accompagné d'une vaste campagne médiatique qui en fait le leader du marché.
Hom crée le mini slip en 1970 et lance sur le marché un modèle de mini slip en voile dans des coloris chair, puis, en 1976, son modèle Homix sans ceinture élastique. Le slip est en matière exclusivement fait en coton, polyamide ou lycra
.

## Mode
Selon Bernhard Roetzel, le développement du slip a permis de couper les pantalons moins larges et l'essor d'une mode de vêtements plus ajustés.
Le spot publicitaire Levi's montrant un homme se dévêtant dans une laverie automatique, de 1985, relancera la mode du caleçon, jusqu'alors moins « moderne » que le slip. Dix ans plus tard, en France, la publicité de Dim pour son « australien » rendra à nouveau le slip à la mode.

## Culture
- Le musée du slip est un musée créé à Bruxelles par Jan Bucquoy[5].
- Le « tire-slip » est un jeu consistant à tirer le slip ou la culotte des autres (voir wedgie).
- Le « jus de slip » est un café de mauvaise qualité au goût et à la texture douteuse.
- Raj Koothrappali, dans la série télévisée américaine The Big Bang Theory, porte des slips blancs[6].
- La chanson humoristique Quand il pète il troue son slip fait référence à ce sous-vêtement.
- En Octobre 2023, Donald Trump Jr a répondu à un tweet se moquant de Paul Pelosi à propos d'un "costume" d'Halloween composé d'un simple marteau et d'une paire de slips blancs moulants[7].
- Les Gnomes voleurs de slips est un épisode de la deuxième saison série animée South Park

## Affaires
En 2002, la société Hom innovation a attaqué, devant le tribunal de commerce de Marseille, Dim pour concurrence déloyale, en lui reprochant d'avoir lancé un shorty australien similaire à son produit HO1, dont l'originalité, due à Dominique Raffalli, serait l'ouverture centrale et horizontale présentant « l'avantage de pouvoir extraire très facilement le pénis, de la main gauche ou droite », d'après l'avocat de Hom. Pour l'avocat de Dim, le slip à ouverture horizontale existait déjà dans l'Égypte antique, et le HO1 n'était pas protégé par un brevet lors de la sortie du modèle de Dim. Le tribunal a tranché en faveur de Hom,.